# Distretto di Chamaca
Il distretto di Chamaca è uno degli otto distretti della provincia di Chumbivilcas, in Perù. Si trova nella regione di Cusco.